# Montigny-le-Chartif
Montigny-le-Chartif è un comune francese di 568 abitanti situato nel dipartimento dell'Eure-et-Loir nella regione del Centro-Valle della Loira.

## Società

### Evoluzione demografica
Abitanti censiti